# Nicolas Krämer
Nicolas Krämer (* 8. Juni 1974 in Frankfurt am Main) ist ein deutscher Autor und Krankenhausmanager. Überregionale Bekanntheit erlangte er, als 2016 das Lukaskrankenhaus Neuss Opfer eines „Cyberangriffs“ mit Erpressungsversuch wurde.

## Leben
Krämer studierte und promovierte an der Fakultät für Wirtschaftswissenschaften an der Universität Duisburg-Essen. Von 2002 bis 2009 war er in einer internationalen Unternehmensberatung tätig. Von 2009 bis 2012 leitete er das Finanz- und Rechnungswesen der Kaiserswerther Diakonie in Düsseldorf, von 2012 bis 2014 war er Direktor des Marienkrankenhauses Soest. Von 2014 bis 2020 war er Geschäftsführer des Rheinland Klinikums (bis Dezember 2018 Städtische Kliniken Neuss - Lukaskrankenhaus - GmbH). Die Trennung erfolgte einvernehmlich per Auflösungsvertrag. Danach wurde er Divisions Manager beim niederländischen Klinikverbund Bergman Clinics, dessen Eintritt in den deutschen Markt er begleitete. 2022 wurde Krämer zum Vorstandsvorsitzenden der HC&S AG berufen. Das Unternehmen ist ein Klinikmanagementunternehmen und gehört zur Consus Clinicmanagement GmbH.
Als Autor verfasste er über 50 Beiträge über Krankenhausmanagement in Fachbüchern und Fachzeitschriften. 2020 war er Mitherausgeber eines Buches zum Krisenmanagement. Dieses wurde auf dem Gesundheitswirtschaftskongress in Hamburg als eine der besten Veröffentlichungen des Jahres gewürdigt. Krämer ist beratend tätig und hält Vorträge.

## Kontroversen

### Cyberangriff (Lukaskrankenhaus Neuss)
Besondere Aufmerksamkeit erfuhr er durch seine Veröffentlichungen über das Krisenmanagement bei einem „Cyberangriff“. Das Lukaskrankenhaus Neuss war im Jahr 2016 Opfer eines Erpressungsversuchs. Ein Trojaner legte das Computersystem des Krankenhauses lahm. Sogenannte Ransomware wurde über einen Mail-Server eingeschleust. Es war ein neuer Typ dieser Schadware, der zudem ständig seine Signatur änderte. Fast 30 weitere Kliniken in NRW waren betroffen.

### Äußerungen bei "Düsseldorf hält zusammen"
In einem Interview mit der Initiative "Düsseldorf hält zusammen" am 20. März 2020 äußerte sich Krämer u. a. über weibliche Pflegefachkräfte. "Das verunglückte Interview", so die Neuß-Grevenbroicher Zeitung, stieß auf starke Kritik, unter anderem beim Betriebsrat und beim Aufsichtsrat des Krankenhauses, und führte letztendlich zu seiner Freistellung. Zum 9. April 2020 wurde ein Auflösungsvertrag geschlossen. Die Trennung sorgte für politische Diskussionen. Ein Jahr danach hat Krämer ein Buch veröffentlicht, in dem er die Leistungen der Pflegenden gerade in der Corona-Krise hervorhebt.

## Schriften
- Strategisches Kostenmanagement im Krankenhaus. Anwendung unter besonderer Berücksichtigung von DRG-Fallpauschalen. Kovač, Hamburg 2009, ISBN 978-3-8300-4188-7.
- Krankenhausmanagement 2.0. Mediengruppe Oberfranken, Kulmbach 2017, ISBN 978-3-944002-24-8.
- mit Christian Stoffers: Marketingcontrolling im Krankenhaus. Mediengruppe Oberfranken, Kulmbach 2018, ISBN 978-3-947052-66-0.
- mit Christian Stoffers, Christian Heitmann: Digitale Transformation im Krankenhaus. Mediengruppe Oberfranken, Kulmbach 2019, ISBN 978-3-947566-75-4.
- mit Christian Stoffers: Krisen- und Turnaraoundmanagement im Krankenhaus. Mediengruppe Oberfranken, Kulmbach 2020, ISBN 978-3-96474-377-0.
- mit Benedikt Simon: Zukunft der Gesundheitsversorgung. Springer, Berlin 2021, ISBN 978-3-658-33006-4.
- mit Christian Stoffers: Post-Covid-Management. Mediengruppe Oberfranken, Kulmbach 2021, ISBN 978-3-96474-491-3.